# 忌獵般道
忌獵般道，又譯記厘搬道，是澳洲新南威爾斯州雪梨的一條主要道路。該道路為精品購物區，擁有眾多食肆及咖啡茶座。

## 概述
忌獵般道南始於維多利亞公園的東北端，百老匯街在此轉為巴拉馬打道。該地區是雪梨大學及雪梨科技大學的學生以及鄰近市區居民常來光顧的地方。這些市區有：打靈頓、歐迪模、捷賓達利及禧市（華埠）。道路穿過忌獵市區，北迄羅些灣的忌獵角。

## 外部連結
- Glebe （页面存档备份，存于） on Sydney.com
- Glebe （页面存档备份，存于） on PocketOz
- Naomi Parry. . Dictionary of Sydney. 2015  [2 October 2015]. （原始内容存档于2024-08-23）. [CC-By-SA]
- Naomi Parry. . Dictionary of Sydney. Dictionary of Sydney Trust. 2015  [16 October 2015]. [CC-By-SA]